# Błyszczak tęczowy
Błyszczak tęczowy (Lamprotornis iris) – gatunek średniej wielkości ptaka z rodziny szpakowatych (Sturnidae). Występuje w okolicach obszaru na południe od zachodniego Sahelu. Posiada status zagrożenia „najmniejszej troski”.

## Taksonomia
Po raz pierwszy gatunek opisał Émile Oustalet w 1879, przydzielił mu nazwę Coccycolius iris. Opis ukazał się na łamach Bulletin de la Société philomathique de Paris. Holotyp pochodził według autora z wysp Los, prawdopodobnie jest to błąd i holotyp odłowiono w kontynentalnej części Gwinei. Niektórzy autorzy umieszczają błyszczaka tęczowego w monotypowym rodzaju Coccycolius. Międzynarodowy Komitet Ornitologiczny umieszcza gatunek w rodzaju Lamprotornis i uznaje go za gatunek monotypowy.

## Morfologia

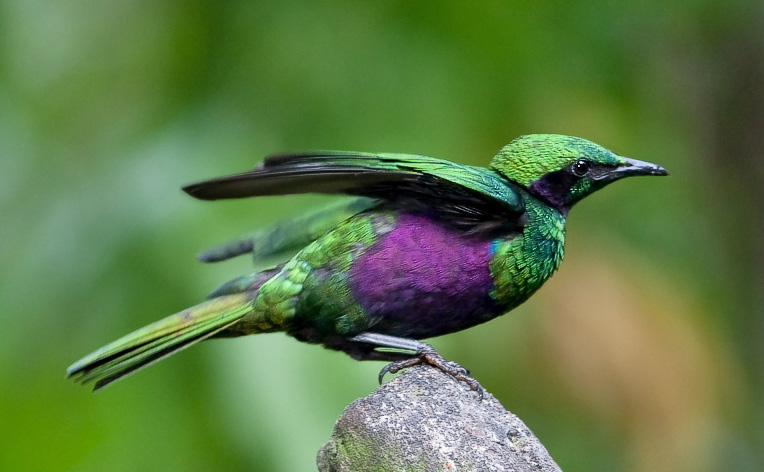

Wymiary holotypu: długość ciała 210 mm, w tym ogona 85 mm i dzioba 18 mm (wzdłuż górnej krawędzi), długość skrzydła 110 mm, skoku – 23 mm. Anton Reichenow podaje długość skrzydła 105 mm, skoku – 25 mm. Ogół upierzenia złocistozielony. Policzki, pokrywy uszne i brzuch fioletowe. Dziób delikatnie zgięty. Nogi czarne.

## Zasięg występowania
Zasięg występowania błyszczaka tęczowego obejmuje Gwineę, północne Sierra Leone i centralne Wybrzeże Kości Słoniowej. BirdLife International szacuje zasięg na 142 tys. km². Według danych z 1970 błyszczak tęczowy ma zasięg lokalny, jednak gdy już gdzieś występuje, jest dość liczny. W Sierra Leone niekiedy pojawiają się stada liczące do 50 osobników. Na wiosnę 2001 i w czerwcu 2002 w Parku Narodowym Mont Sangbé widziano stada liczące do około 100 osobników.

## Ekologia
Środowiskiem życia błyszczaków tęczowych jest zadrzewiona sawanna, do tego zamieszkuje również zakrzewienia w sadach. Unika lasów, niekiedy jednak bywa spotykany na obrzeżu lasu galeriowego. Żywi się głównie owocami, m.in. figowca i Harungana madagascariensis, zjada również nasiona i owady, zwłaszcza mrówki. W Sierra Leone okres lęgów przypada na marzec. W niewoli gniazduje kooperatywnie, możliwe, że podobne zachowania występują również w naturze.

## Status
Od 2015 IUCN nadaje błyszczakowi tęczowemu status gatunku „najmniejszej troski” (LC, Least Concern). Wcześniej, od 2000 miał on status „niedostateczne dane” (DD, Data Deficient), a od 1988 – „najmniejszej troski”. Od lat 1981–1984 duże ilości tych ptaków przetrzymywano w Monrovii, sprzedając je po cenie 50 funtów za parę. Nie wiadomo, czy i w jaki sposób nielegalny handel odbija się na populacji. Nie jest znany również stopień wrażliwości gatunku na zmiany w środowisku.